# 살바도르 달리 사막

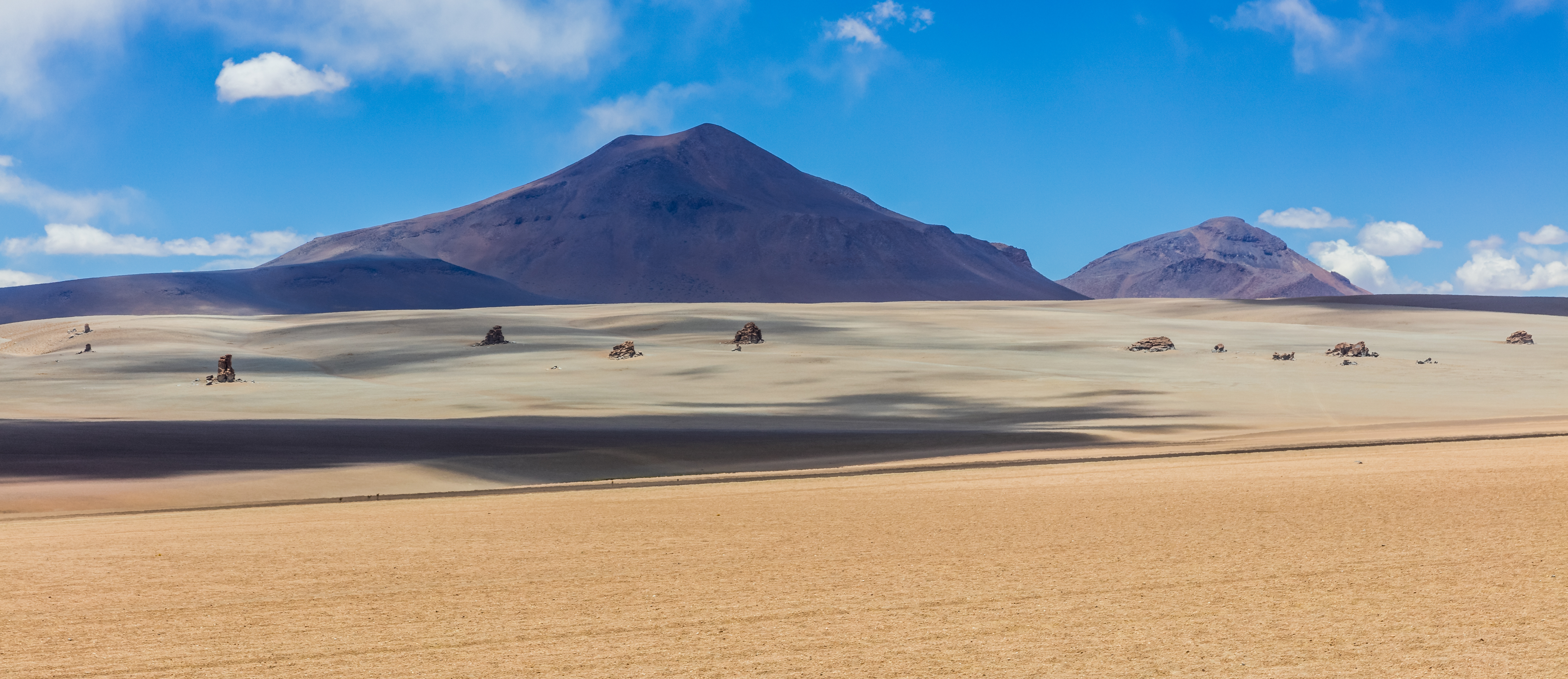
살바도르 달리 사막

살바도르 달리 사막(Desierto Salvador Dalí)은 볼리비아 남서부 포토시 주 에되르도 아바로아 안데안 파우나 국립 공원에 위치한 사막이다.
스페인의 예술가 살바도르 달리의 미술 작품과 유사한 풍광을 가져 살바도르 달리 사막이라는 명칭을 갖게 되었으나, 정작 달리 본인은 이곳을 전혀 알지 못했다고 한다.